# St. Kilian (Schönfeld)

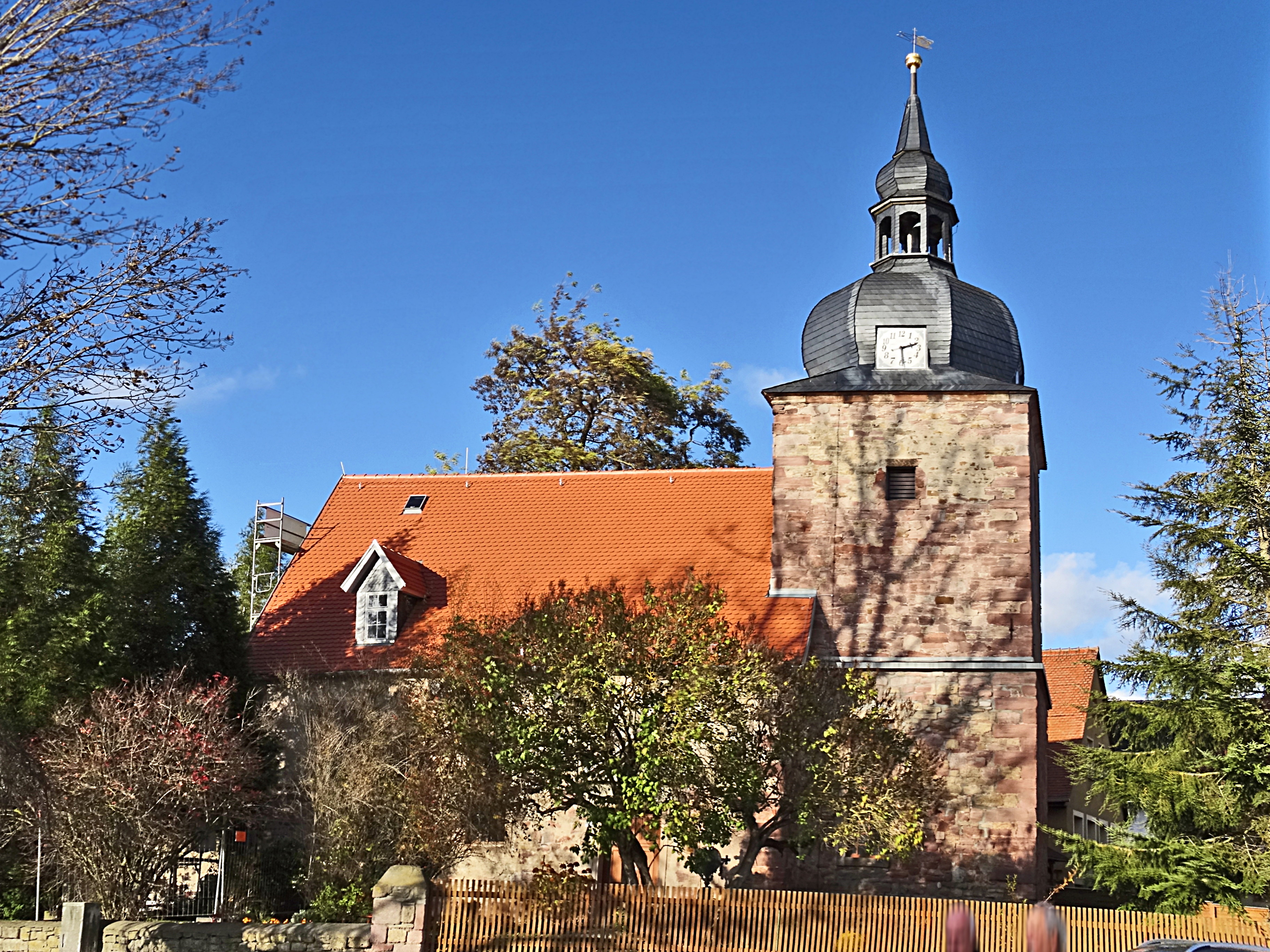
St. Kilian (Schönfeld)

Die evangelisch-lutherische denkmalgeschützte Dorfkirche   St. Kilian steht in  Schönfeld, einem Ortsteil der Stadt Artern im Kyffhäuserkreis in Thüringen. St. Kilian gehört zur Kirchengemeinde RG Artern-Heldrungen im Pfarrbereich Artern-Heldrungen II (Artern) im Kirchenkreis Eisleben-Sömmerda der Evangelischen Kirche in Mitteldeutschland.

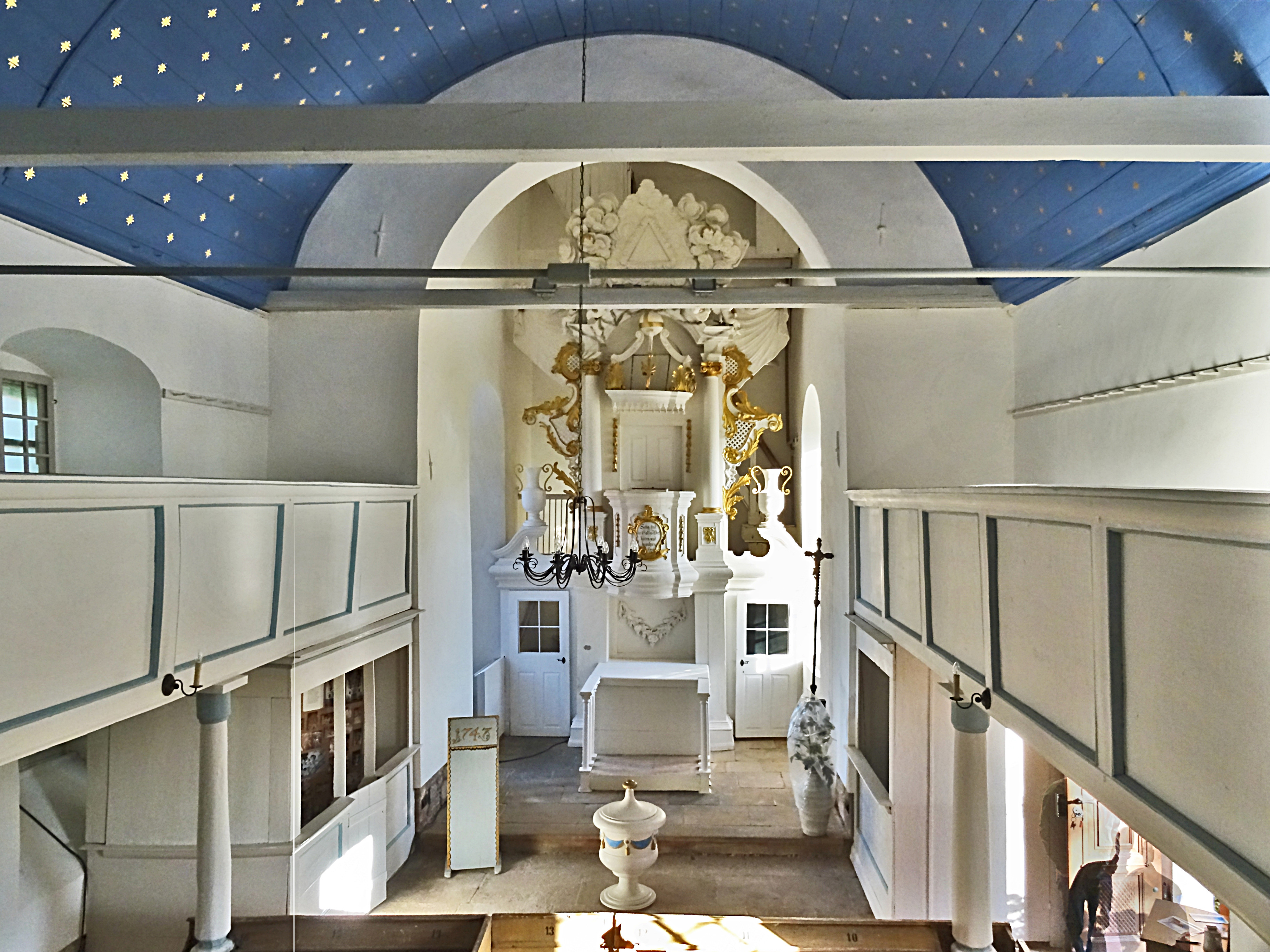
Innenansicht

## Beschreibung
Der Chorturm ist mittelalterlichen Ursprungs. Das mit einem Satteldach bedeckte Kirchenschiff und die schiefergedeckte bauchige barocke Haube des Turms, auf dem sich eine offene, von einer Turmkugel bekrönten Laterne befindet, sind von 1747/1748. Die historische Turmuhr von J. F. Weule (1909) kann neben dem Emporenaufgang besichtigt werden.

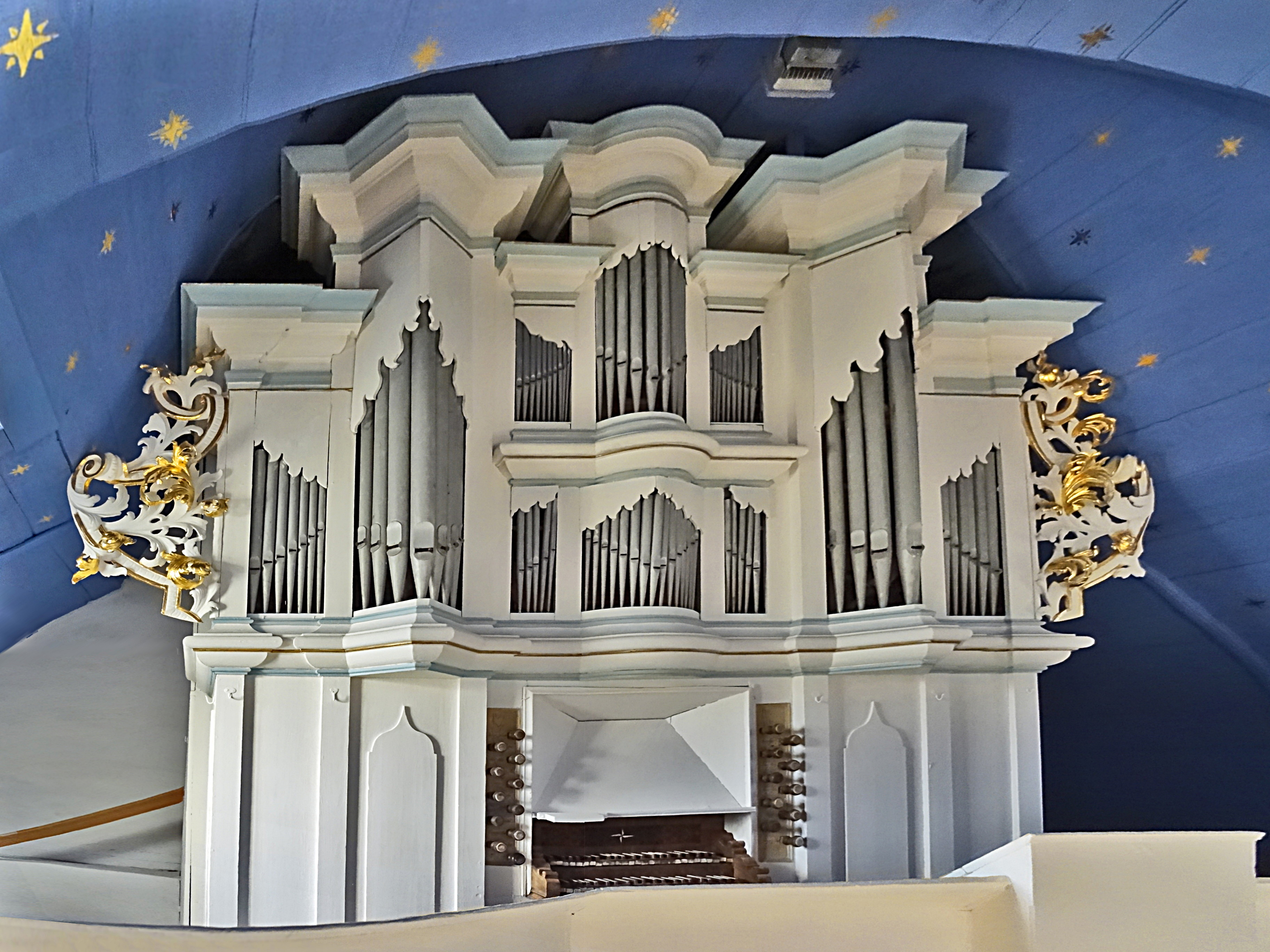
Thiele-Orgel von 1756

Der mit einem hölzernen Tonnengewölbe überspannte Innenraum des Kirchenschiffs hat dreiseitige, im Westen zweigeschossige Emporen. Über dem Kanzelaltar von 1748 schwebt der Heiligenschein mit dem Auge der Vorsehung. Das hölzerne Taufbecken ist klassizistisch.
Die Orgel mit barockem Prospekt hat 15 Register, verteilt auf zwei Manuale und ein Pedal. Sie wurde 1756 von Johann Gottfried Thiele aus Schloßvippach geschaffen. Es ist die einzige noch erhaltene Orgel dieses Orgelbauers.